# Uroplatus
Uroplatus Duméril, 1806 è un genere di rettili appartenente alla famiglia Gekkonidae. Comprende 14 specie, note generalmente con i nomi comuni di geco coda a foglia, geco coda piatta o uroplato, tutte endemiche del Madagascar.

## Descrizione

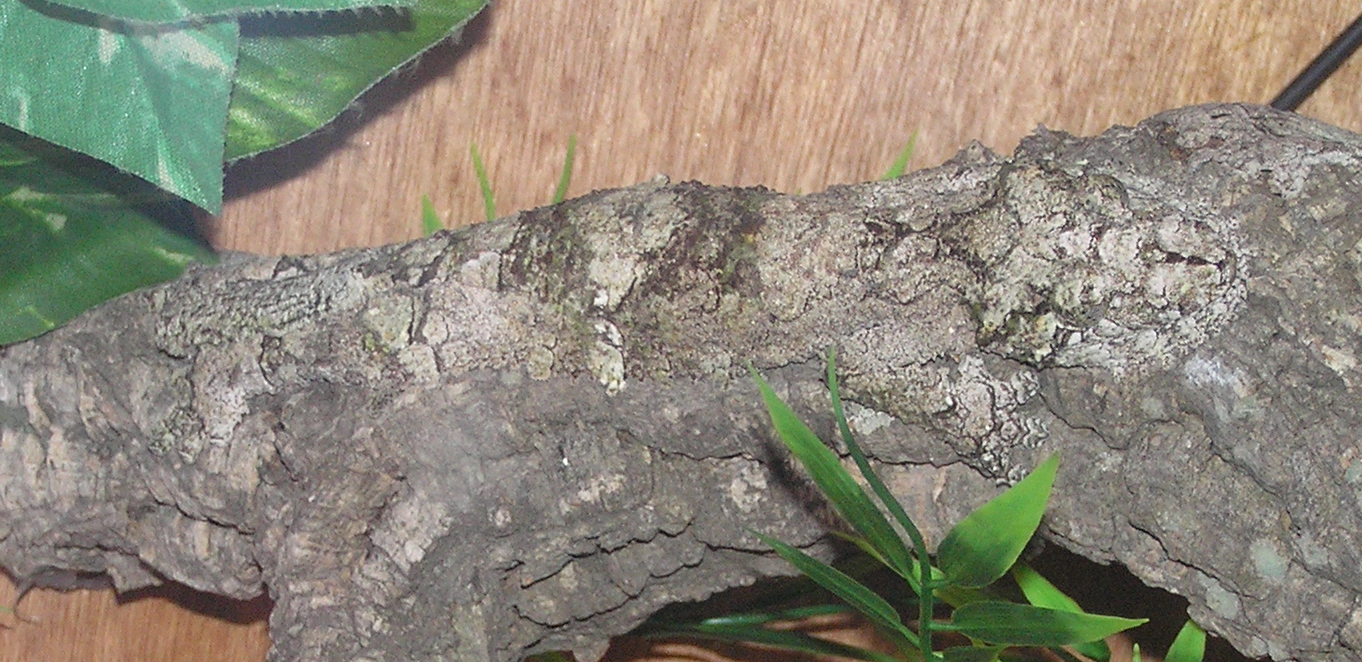
Uroplatus sikorae perfettamente mimetizzato.

Sono gechi di dimensioni medio-grandi:  la lunghezza varia dai 30 cm di U. giganteus e U. henkeli, agli 8,5 cm di U. ebenaui.

Sono specie che sfruttano al massimo il mimetismo criptico: infatti presentano una livrea che varia molto a seconda dell'ambiente circostante. Essa presenta, dunque, colori come marrone, verde smorto, grigio. Anche la coda è molto utile dal punto di vista mimetico, perché ha sembianze di una foglia secca (da cui prendono il nome comune), e contribuisce a far somigliare questi gechi a rami secchi o pezzi di corteccia. In alcune specie, la coda somiglia particolarmente a una foglia secca perché presenta buchi o parti quasi "ammuffite". Altre specie ancora (come U. sikorae) presentano una sorta di "barba" sul muso che ricorda muffa o muschio. La testa somiglia ad una foglia, in quanto è quasi piatta e di forma triangolare.  Gli occhi sono grandi e con una pupilla sottile, nera e verticale.  Generalmente, le specie del genere Uroplatus somigliano a quelle dei generi Phyllurus e Saltuarius.

## Biologia
Gli Uroplatus sono gechi notturni ed arboricoli. Per arrampicarsi sui tronchi degli alberi, usufruiscono di delle ventose poste sotto le dita. Tutte le specie sono insettivore.
Durante la stagione degli accoppiamenti, le femmine depongono dalle 2 alle 4 uova (il numero di esse dipende dalla specie).
Gli Uroplatus dispongono di un vasto numero di “trucchi” per mimetizzarsi o confondere gli eventuali predatori:
- Perdere istantaneamente la coda;
- Appiattirsi per ridurre l'ombra sottostante e sembrare più compatti alla corteccia;
- Aprire la bocca così mostrando l'interno di colore rosso acceso.

## Distribuzione ed habitat
Tutte le specie di questo genere sono endemiche delle foreste del Madagascar.

## Tassonomia
Si conoscono 14 specie:

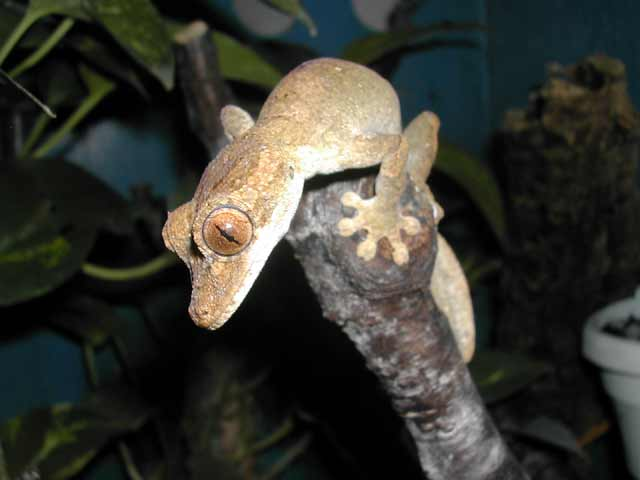
Maschio di Uroplatus guentheri.

- Uroplatus allaudi Mocquard, 1894 - geco coda a foglia del nord
- Uroplatus ebenaui (Boettger, 1879) - geco coda a foglia nano
- Uroplatus fimbriatus (Schneider, 1792) - geco coda a foglia comune
- Uroplatus finiavana Ratsoavina, Louis Jr., Crottini, Randrianiaina, Glaw & Vences, 2011
- Uroplatus giganteus Glaw, Kosuch, Henkel, Sound & Böhme, 2006 - geco coda a foglia gigante
- Uroplatus guentheri Mocquard, 1908 - geco coda a foglia di Günther
- Uroplatus henkeli Böhme & Ibisch, 1990 - geco coda a foglia di Henkel
- Uroplatus lineatus (Duméril & Bibron, 1836) - geco coda a foglia lineato
- Uroplatus malahelo Nussbaum & Raxworthy, 1994
- Uroplatus malama Nussbaum & Raxworthy, 1995
- Uroplatus phantasticus (Boulenger, 1888) - geco coda a foglia satanico
- Uroplatus pietschmanni Böhle & Schönecker, 2003 - geco coda a foglia di Pietschman
- Uroplatus sameiti Böhme & Ibisch, 1990
- Uroplatus sikorae Boettger, 1913 - geco coda a foglia barbuto

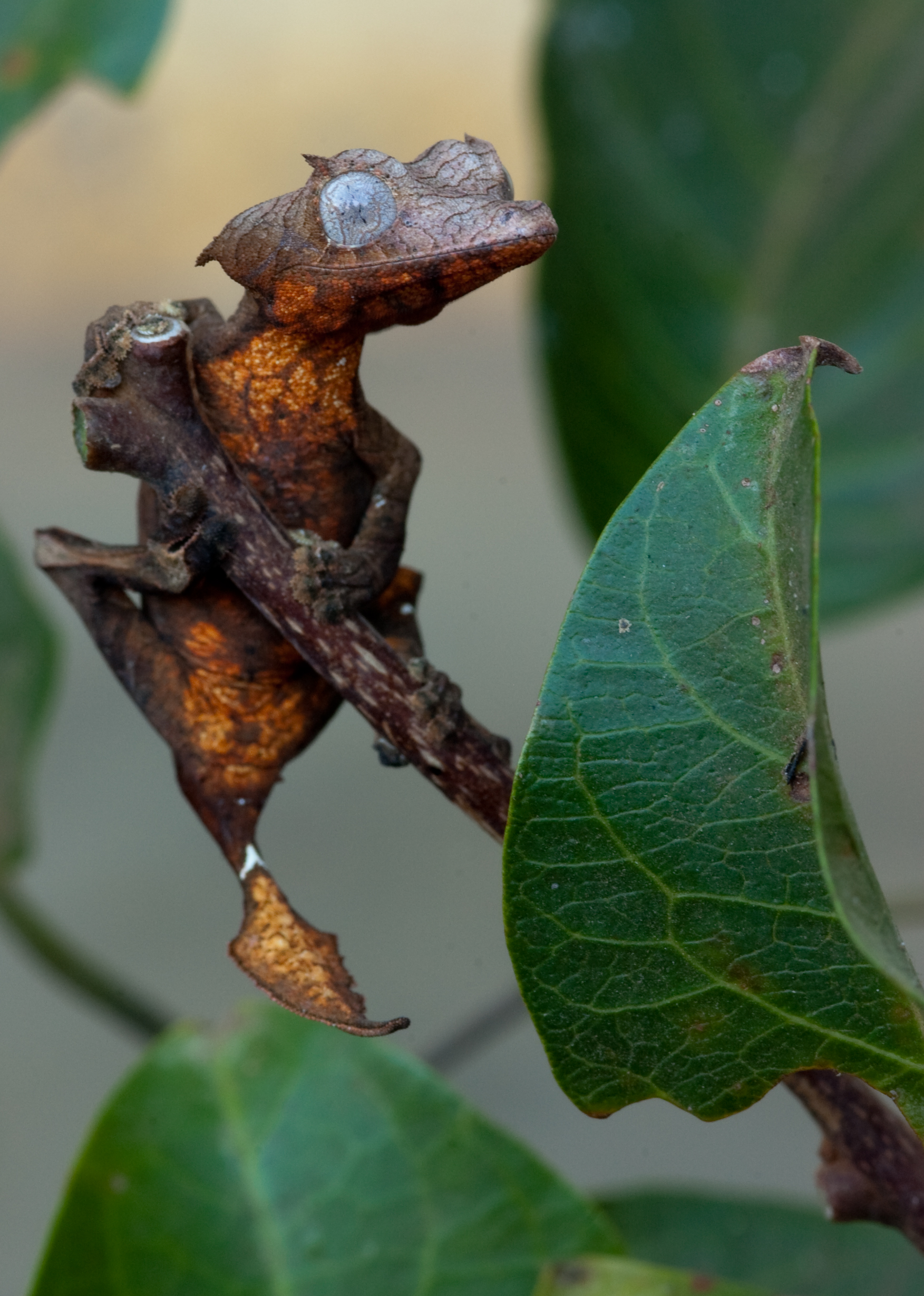
Uroplatus ebenaui
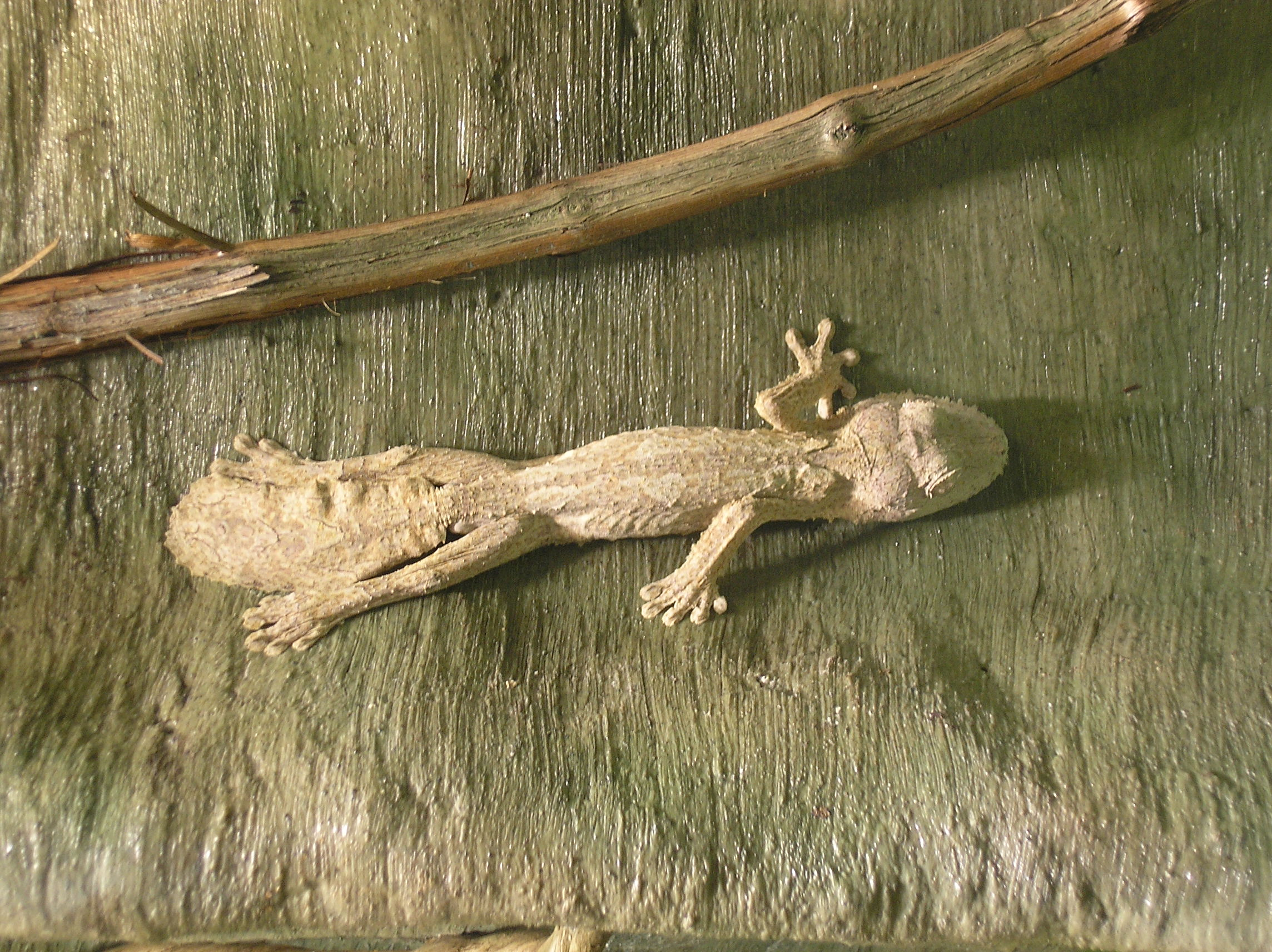
Uroplatus fimbriatus
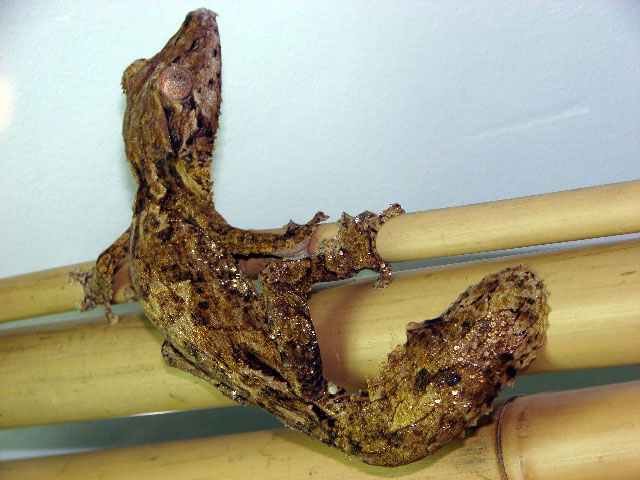
Uroplatus henkeli
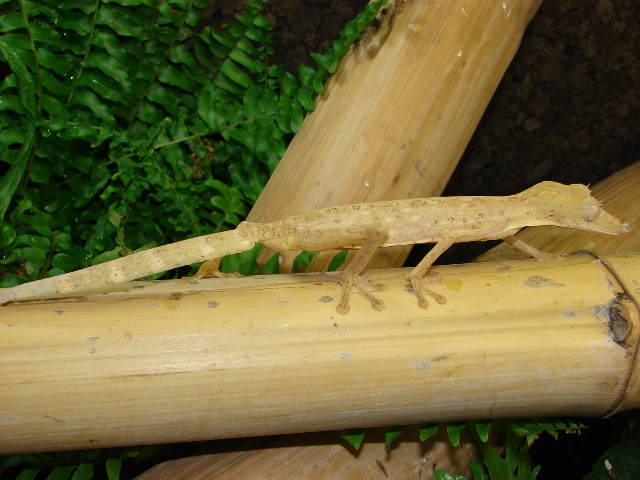
Uroplatus lineatus
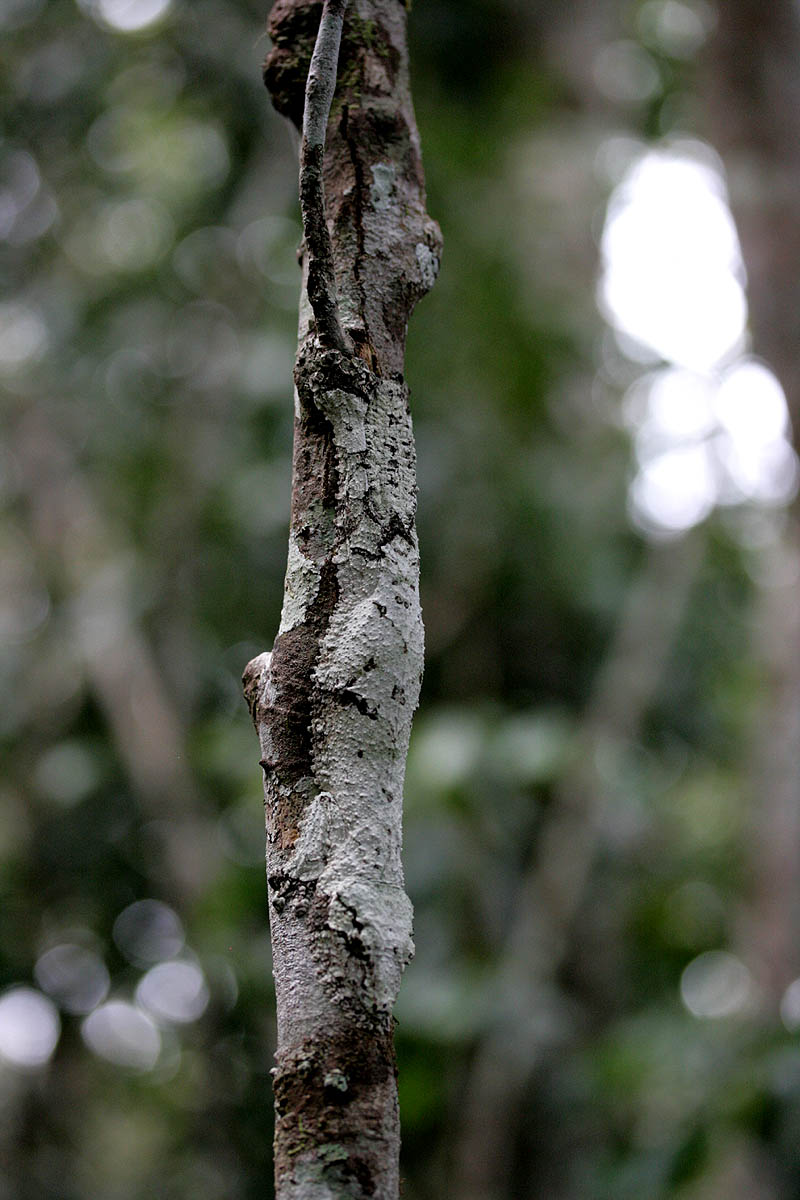
Uroplatus sikorae

## Allevamento
Nonostante siano specie molto difficili da allevare, per il loro strano aspetto e il comportamento particolare, sono molto richiesti in commercio. Le specie più allevate sono U. sikorae, U. phantasticus e U. fimbriatus.